# Пабло Вільяр
Пабло Вільяр Феррейро ісп. Pablo Villar; (Авілес, Астурія, 4 вересня 1986) — іспанський футбольний тренер, який зараз клуб китайської Суперліги «Мейчжоу Хакка».

## Кар'єра
Після того, як він став воротарем клубу «Реал Авілес» (ісп. Real Avilés Club de Fútbol), його кар'єра тренера почалася з керівництва командами з футболу в Астурії, такими як «Рібадева», також він був тренером воротарів у клубі «Квірінал і Феміастур» (ісп. Quirinal і Femiastur).
19 червня 2012 року він підписав контракт з клубом Уеска з Другого дивізіону Іспанії та став помічником Фабрі Гонсалеса, але він не розпочав сезон через особисті проблеми, тому Пабло увійшов до тренерського штабу Хорхе Д'Алессандро та Антоніо Кальдерона Бургоса.
У сезоні 2013-14 він очолював футбольний клуб Луарка.
У сезоні 2014-15 він підписав контракт зі спортивним клубом «Тінео» з Астурії, з яким він досягнув третього дивізіону Іспанії.
У наступному сезоні з клубом «Депортіво Тінео» йому вдалося завершити сезон в третьому дивізіоні Іспанії на п'ятнадцятому місці в турнірній таблиці.
У сезоні 2016-17 він підписав контракт з клубом Уракка третього дивізіону Іспанії, покинувши клуб у лютому.
У сезоні 2017-18 він був помічником тренера ФК «Лорка» у другому дивізіоні Іспанії, будучи асистентом Курро Торреса та Фабрі Гонсалеса.
У сезоні 2018-19 став помічником тренера ФК «Карпати» (Львів) в українській Прем'єр-лізі, де знову працював під керівництвом Фабрі Гонсалеса, а до цього — португальського тренера Жозе Мораїша.
У грудні 2019 року він підписав контракт та став асистентом клубу Гіндау Жунун (англ. Qingdao Jonoon F.C.), де він перебував до грудня 2020 року, будучи частиною тренерського штабу Драгослава Міленковіча та Чжун Чжу.
4 жовтня 2021 року він підписав контракт із ФК «Погроньє» словацької Суперліги, останньою командою у найвищій лізі словацького футболу, таким чином ставши першим іспанським тренером у цій лізі.
У травні 2022 року він підписав контракт з ФК Рітеряй з литовської А Ліги.